# Paolo Olmi (Dirigent)

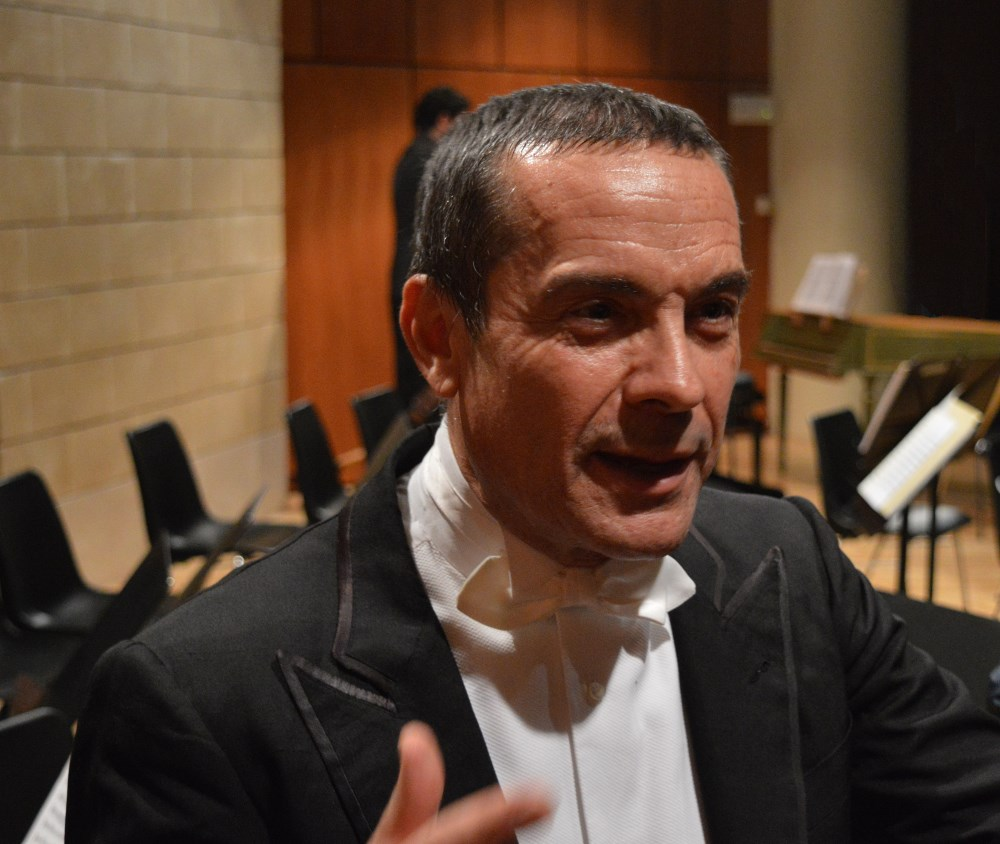
Paolo Olmi, 2015

Paolo Olmi (* 23. Mai 1954 in Terni) ist ein italienischer Dirigent.

## Leben
Olmi erhielt seit seiner Kindheit Klavierunterricht und studierte in Rom Dirigieren bei Franco Ferrara und Massimo Pradella. Er arbeitete ab 1979 als Dirigent und begann 1986 seine Laufbahn als Operndirigent am Teatro Comunale in Bologna. Nach einer erfolgreichen Produktion von Moses in Ägypten am Teatro dell’Opera in Rom wurde er von Wolfgang Sawallisch eingeladen, die Oper auch an der Bayerischen Staatsoper in München aufzuführen. An der Deutschen Oper in Berlin debütierte er 1992 und kehrte dorthin für Aufführungen von La fanciulla del West, Aida, La forza del destino und Il trovatore zurück. Nach dem erfolgreichen Debüt mit Gioachino Rossinis Il barbiere di Siviglia an der Hamburger Staatsoper leitete er dort in der Saison 1998/1999 eine Produktion von La forza del destino.
Mit dem Regisseur Pier Luigi Pizzi erhielt Olmi den französischen Musikkritikerpreis für eine Produktion des Wilhelm Tell am Théâtre des Champs-Élysées in Paris. In Italien hatte er u. a. Erfolge mit Rossinis Le siège de Corinthe am Teatro Carlo Felice in Genua und einer Aufführung von dessen Stabat mater mit dem Royal Philharmonic Orchestra und dem London Symphony Chorus in der Arena von Verona sowie Bellinis Zaira im Teatro Massimo Bellini in Catania 1990. Als Operndirigent trat er weiterhin am Royal Opera House in Covent Garden (Moses in Ägypten), der Opéra de Lyon (Le nozze di Figaro), der Strasbourg Opera (Tosca, Don Carlos, Ernani), der Königlichen Oper Kopenhagen (Madama Butterfly), der Chicago Lyric Opera (Madama Butterfly, 1996) und am Teatro Colón (Manon Lescaut) auf. 2000 leitete er eine Aufführung von Aida im neuen Opernhaus von Shanghai. Von 2006 bis 2011 war er musikalischer Leiter der Opéra National de Nancy et de Lorraine.
Auch als Konzertdirigent ist Olmi erfolgreich. Er arbeitete u. a. mit dem Tokyo Philharmonic Orchestra, dem Orchestre National de France, dem London Philharmonic Orchestra, Royal Philharmonic Orchestra, und dem BBC Symphony Orchestra in London zusammen und produzierte mit dem Orchester der RAI eine Gesamtaufnahme der Sinfonien Felix Mendelssohn Bartholdy für das italienische Fernsehen.  Mit dem Orchester des Royal Opera House trat er 1996 in Spanien, 1997 in Athen und 2000 bei einer Konzerttournee durch Deutschland und Italien auf.